# Volkswagen Arteon
La Volkswagen Arteon è un'autovettura originariamente concepita e prodotta dal 2017 come berlina-coupé a 5 porte, sviluppata sulla stessa piattaforma MQB (Modularer Querbaukasten) dell'ottava serie della Passat. Nel 2020 ne è stata introdotta anche la versione shooting-brake. L'originaria versione berlina è uscita fuori produzione nel 2023, mentre la versione wagon cesserà di essere prodotta definitivamente nel 2026.

## Profilo e contesto

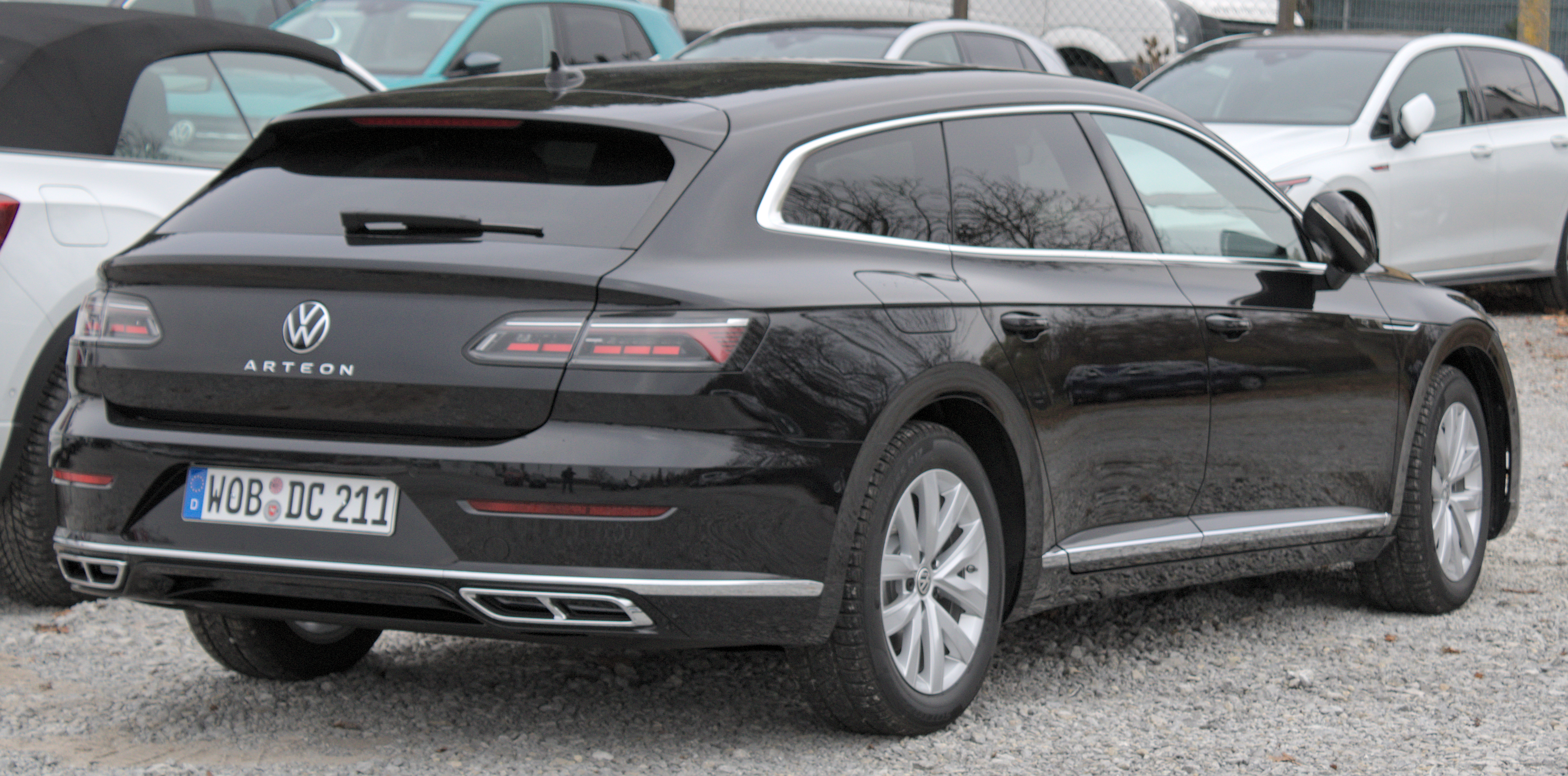
Versione shooting-brake

Presentata per la prima volta al Salone di Ginevra del 2017, è entrata in produzione ad aprile dello stesso anno ed è derivata dalla Sport Coupé Concept GTE, presentata sempre a Ginevra nel 2015.
L'Arteon ha sostituito la CC e la Phaeton nel listino Volkswagen.
Dal 2021 non è stata più commercializzata in molti paesi, Italia inclusa. Nel 2023 la berlina è andata definitivamente fuori produzione, per essere sostituita di fatto dalla berlina elettrica Volkswagen ID.7, mentre è rimasta in produzione, fino al 2026, la sola versione shooting-brake, commercializzata soltanto in alcuni mercati europei, tra cui Germania e Svizzera.

## Motorizzazioni
| Modello               | Disponibilità | Motore  | Cilindrata (cm³) | Potenza         | Coppia massima (Nm) | Emissioni CO2 (g/km) | 0–100 km/h (secondi) | Velocità max (km/h) | Consumo medio (km/l) |
| 2.0 TSI 4MOTION       | dal debutto   | Benzina | 1984             | 206 kW (280 CV) | 350                 | 164                  | 5,6                  | 250                 | 10,8                 |
| 2.0 TDI SCR           | dal debutto   | Diesel  | 1968             | 110 kW (150 CV) | 340                 | 122                  | 9,1                  | 220                 | 18,5                 |
| 2.0 TDI SCR 4MOTION   | dal debutto   | Diesel  | 1968             | 140 kW (190 CV) | 400                 | 134                  | 9,5                  | 230                 | 20,0                 |
| 2.0 BiTDI SCR 4MOTION | dal debutto   | Diesel  | 1968             | 176 kW (240 CV) | 500                 | 152                  | 6,5                  | 245                 | 14,1                 |